# Diócesis de Vladivostok
La diócesis de Vladivostok (en latín: Dioecesis Vladivostokensis y en ruso: Владивостокская епархия) fue una circunscripción eclesiástica de la Iglesia católica en Rusia. Se trataba de una diócesis latina, inmediatamente sujeta a la Santa Sede. Fue suprimida el 11 de febrero de 2002.

## Territorio y organización

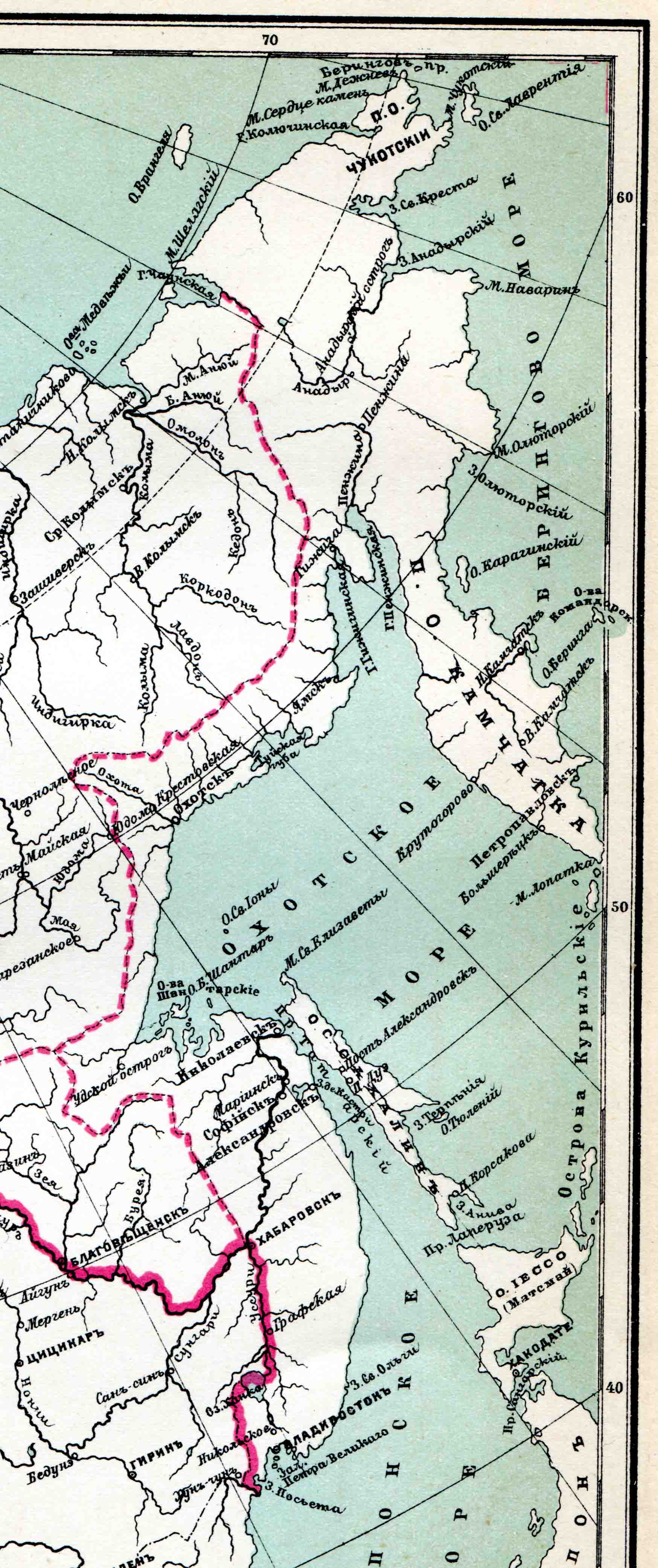
Territorio de la óblast de Primorie en el Imperio ruso

La diócesis extendía su jurisdicción sobre los fieles católicos de rito latino residentes en el territorio de las antiguas óblast del Imperio ruso de Primorie y Amur. La óblast de Primorie incluía en la división política rusa actual a la parte oriental del distrito autónomo de Chukotka, el krai de Kamchatka, el área costera de la óblast de Magadán, la mayor parte del krai de Jabárovsk, el krai de Primorie y en la óblast de Sajalín (que estaba ocupada por Japón desde 1920) el sector norte que jurídicamente pertenecía a Rusia. La óblast de Amur imperial se corresponde con el territorio actual de la óblast de Amur, el óblast autónomo Hebreo y sectores del krai de Jabárovsk.

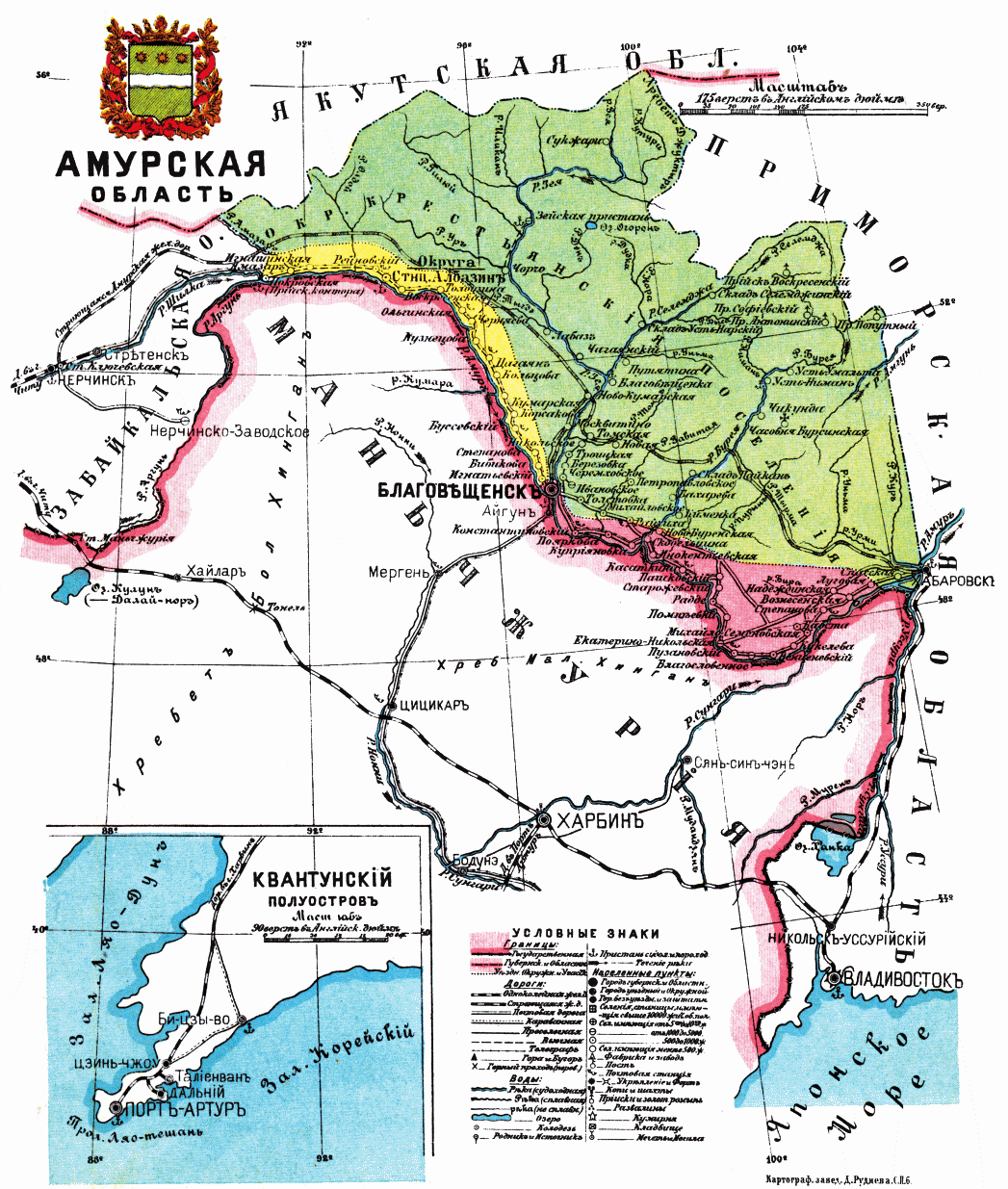
Territorio de la óblast de Amur en el Imperio ruso

La sede de la diócesis se encontraba en la ciudad de Vladivostok, en donde se halla la excatedral de la Madre de Dios.

## Historia
El vicariato apostólico de Siberia fue erigido el 1 de diciembre de 1921 separando territorio de la arquidiócesis de Mogilev. Originalmente, incluía las regiones de Vladivostok, Irkutsk, Omsk, Tomsk y Tashkent del Imperio ruso.
El 2 de febrero de 1923, mediante la bula Semper Romani del papa Pío XI, fue erigida la diócesis de Vladivostok con una parte del vicariato apostólico de Siberia.

Venerabiles igitur fratres S. R. E. Cardinales Sacrae Congregationi de Propaganda Fide praepositi, in Comitiis generalibus diei vigesimae nonae mensis ianuarii proxime praeteriti, re mature perpensa, propositionibus enunciatis adnuendum esse censuerunt, videlicet a tot a regione Siberiana seiungendum esse decanatum de Vladivostok complectens duas provincias civiles, de Primorskaia Oliasti et de Amurshia Oblasti, quae a flumine Amur limitantur, necnon partem russicam insulae Sakalin, atque in dioecesim erigendum.

Al momento de su erección la diócesis tenía 20 000 fieles, 6 sacerdotes y 6 iglesias.
Las estructuras de la Iglesia católica de Siberia fueron, a pesar de un intento de reorganización en 1926, totalmente destruidas unos años más tarde. Sus sacerdotes fueron expulsados, arrestados o ejecutados. Ya no había oficialmente un solo sacerdote católico activo en este inmenso territorio en 1939. Sin embargo, un pequeño número de ellos logró mantener la actividad clandestina durante muchos años.
El 28 de mayo de 1931 cedió las parroquias de San Josafat y San Estanislao en la ciudad china de Harbin, que eran atendidas por la diócesis de Vladivostok, para la erección de la administración apostólica de Harbin. En 1930 el obispo Karol Sliwowski fue trasladado a la fuerza a Sedanka, a unos 20 km de Vladivostok, en donde murió el 6 de enero de 1933, privado de cualquier medio de vida y de la posibilidad de realizar funciones pastorales. Su sucesor nunca fue designado quedando permanentemente vacante y la diócesis desapareció de facto y nunca volvió a renacer.
La administración apostólica de Novosibirsk de los latinos fue erigida el 13 de abril de 1991 mediante la bula Iam pridem Decessor del papa Juan Pablo II, suprimiendo de hecho la diócesis de Vladivostok, que quedó incluida en su territorio, aunque no fue suprimida de derecho ya que continuó siendo listada en el Anuario Pontificio.
El 18 de mayo de 1999 su territorio quedó dentro de la administración apostólica de Siberia Oriental, separada de la administración apostólica de Novosibirsk. El 11 de febrero de 2002, mediante la bula In beati Petri del papa Juan Pablo II, la administración apostólica de Siberia Oriental fue elevada a diócesis de San José en Irkutsk incluyendo el antiguo territorio de la diócesis de Vladivostok. A partir de ese momento la diócesis de Vladivostok quedó suprimida de derecho, ya que el Anuario Pontificio 2003 no la listó, ni tampoco los siguientes.

## Episcopologio
- Karol Sliwowski † (2 de febrero de 1923-6 de enero de 1933 falleció)
  - Sede vacante (1933-1991)